# Costa Vasca
De Costa Vasca (uit het Spaans: "Baskische Kust"; Baskisch: Euskal Kostaldea, Frans: Côte Basque) is een kustzone aan de Golf van Biskaje in het noorden van Spanje en het zuidwesten van Frankrijk. De kust loopt van de kaap Punta Covarón in Muskiz tot aan de monding van de Adour. Enkele bekende stranden zijn de Playa de La Concha, Playa de Fuenterrabía en Playa de Zarauz. De kust wordt gekenmerkt door scherpe kliffen, doorsneden door ría's. Verder landinwaarts vindt men een groen heuvellandschap met op de achtergrond de Pyreneeën.

## Galerie

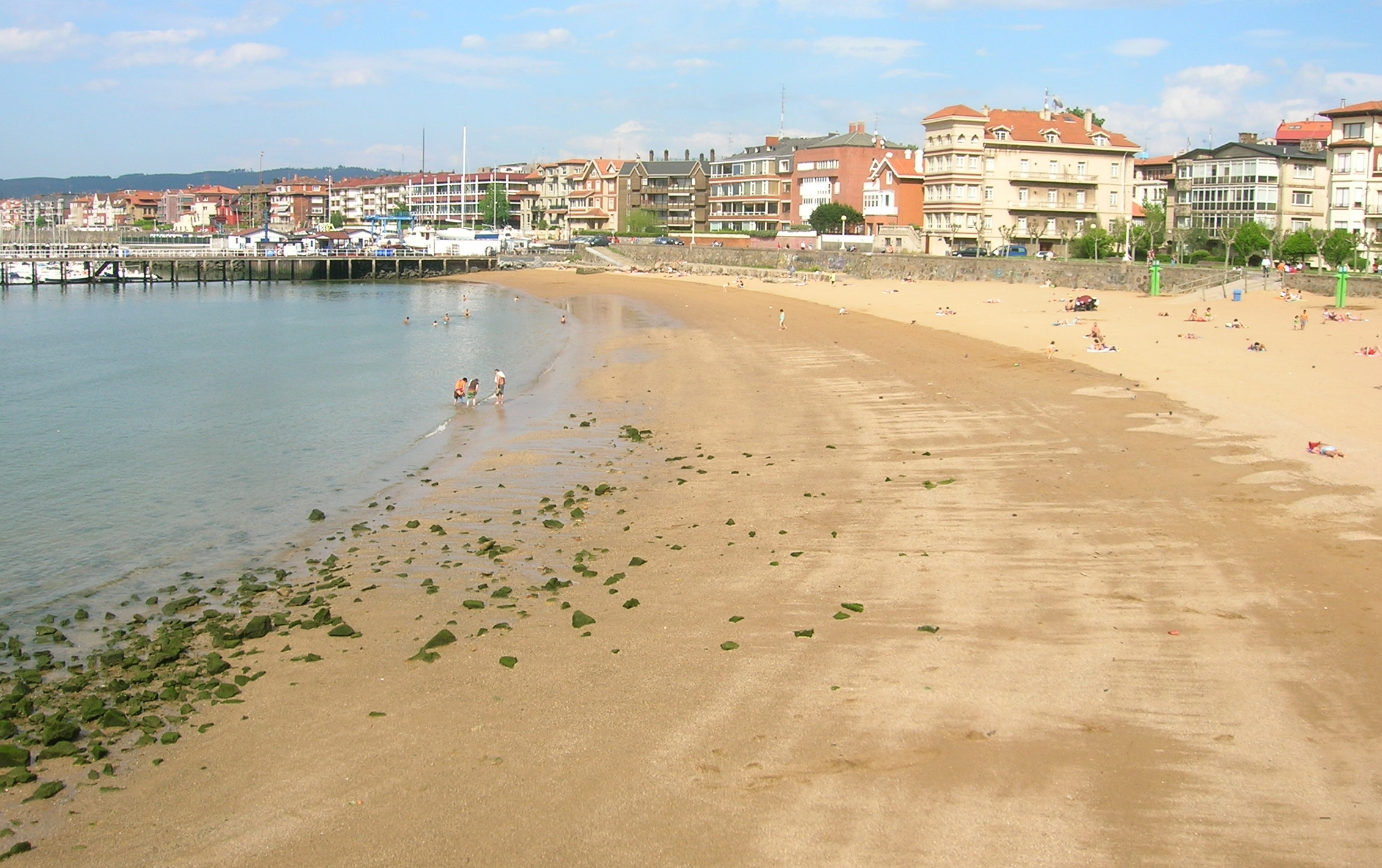
Het strand Las Arenas bij Getxo
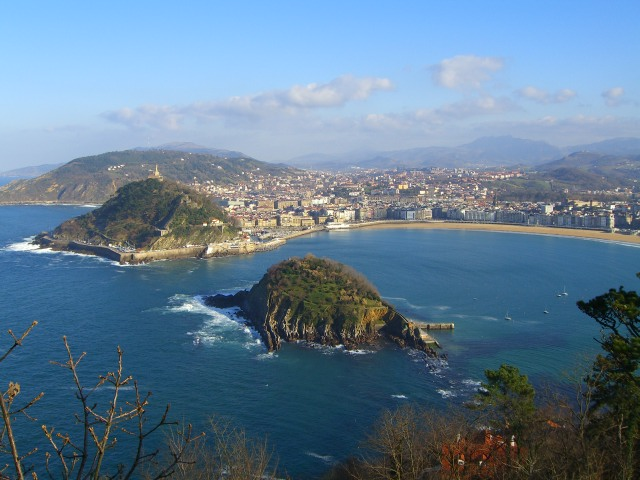
De stad San Sebastián
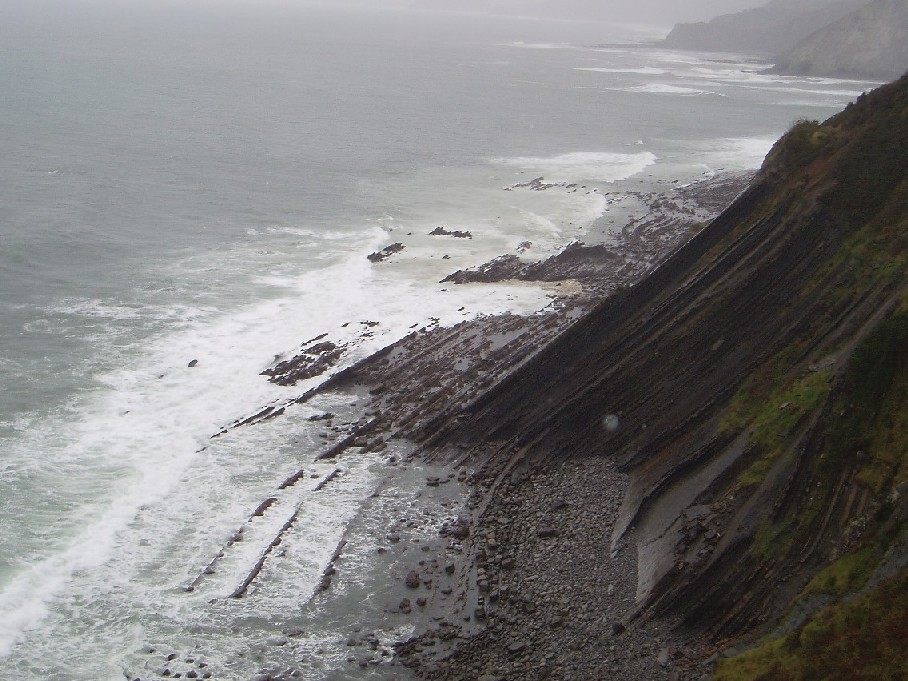
De kust tussen Deba en Zumaia.